# من هم کارگرم
من هم کارگرم (به تامیلی: Naanum Oru Thozhilali) و (به انگلیسی: I am also a worker) فیلمی هندی محصول سال ۱۹۸۶ و به کارگردانی سی.وی. سریدهار است. در این فیلم بازیگرانی همچون کمال حسن، آمبیکا، جایشانکار و دویکا ایفای نقش کرده‌اند.